# Juan Antonio San Epifanio
Juan Antonio San Epifanio, född 12 juni 1959 i Zaragoza, Spanien, är en spansk basketspelare som tog tog OS-silver 1984 i Los Angeles. Detta var Spaniens första medalj i basket vid olympiska sommarspelen. Det kom att dröja till baskettävlingarna vid olympiska sommarspelen 2008 i Peking innan Spanien tog sin nästa medalj. Han spelade hela sin karriär för FC Barcelona Bàsquet.